# Linia kolejowa Les Sables-d’Olonne – Tours
Linia kolejowa Les Sables-d’Olonne – Tours – linia kolejowa w zachodniej Francji o znaczeniu regionalnym. Wykorzystywana jest przez pociągi TER pomiędzy Les Sables d’Olonne i La Roche-sur-Yon oraz między Chinon i Tours. Ma długość 246 km i łączy nadmorskie miast Les Sables-d’Olonne z Tours.